# Fernando Lucchese
Fernando Antonio Lucchese (Farroupilha, 26 de dezembro de 1947) é um médico cardiologista e escritor brasileiro.

## Formação
Nascido em Farroupilha em 1947, Fernando Lucchese preparou-se desde cedo para a carreira diplomática dedicando-se ao aprendizado de cinco idiomas, estimulado também pelos conhecimentos adquiridos em  sua passagem pelo seminário na adolescência.
Sua carreira diplomática foi abandonada instantaneamente quando no cursinho pré-vestibular para ingressar no Instituto Rio Branco (Escola de Diplomatas), tomou contato com a Circulação extracorpórea, apresentada durante uma aula de biologia. Lucchese deslumbrou-se com o que lhe pareceu, no início, pura ficção científica e decidiu dedicar-se à Cirurgia cardiovascular.
Entrou para a Faculdade de Medicina da Universidade Federal do Rio Grande do Sul, graduando-se em 1970, com 22 anos de idade.
Depois de Graduado, fez sua formação de Cirurgião Cardiovascular no Instituto de Cardiologia do Rio Grande do Sul e na Universidade do Alabama em Birmingham - Estados Unidos.

## Carreira Profissional
De volta ao Brasil dedicou-se à atividade de cirurgião cardiovascular e chefe da Unidade de Pesquisa do Instituto de Cardiologia do Rio Grande do Sul. Chegou à direção daquele Instituto quando então, promoveu grande transformação duplicando suas instalações e sua tecnologia.
Foi também neste período que, assumiu a Presidência da Fundação de Amparo à Pesquisa do Estado do Rio Grande do Sul (FAPERGS).
Depois de ter sido Chefe do Serviço de Cardiologia do Hospital Mãe de Deus, transferiu-se para o Complexo Hospitalar Santa Casa de Misericórdia de Porto Alegre, onde dirige desde 1988 o Hospital São Francisco de Cardiologia, sendo este referência internacional.
Lucchese reuniu, com a equipe do Instituto de Cardiologia do Rio Grande do Sul, e após com sua equipe do Hospital São Francisco, uma experiência de mais de 25.000 cirurgias cardíacas e 100 transplantes de coração.
É professor de cardiologia da Fundação Faculdade Federal de Ciências Médicas de Porto Alegre desde 1981 e professor da pós-graduação de Cardiologia da UFRGS desde 1984. 

## Autor de best sellers
Como autor, Lucchese, iniciou pela tradução de dois livros médicos ingleses, passando à publicação de 3 livros médicos que atingiram tiragem recorde, um deles publicado em inglês.
Movido pelo desejo de contribuir com a prevenção da doença, já publicou 14 livros, esclarecendo e aconselhando o público em geral. Fernando Lucchese tem mais de meio milhão de livros vendidos.[carece de fontes?]
Já na área academica e cientifica, o Dr. Lucchese, contribui assiduamente, podendo contar com mais de 1000 publicações em revistas nacionais e internacionais, sem deixar de citar suas participações especiais em livros renomados do ramo.

## Obras publicadas
- Pílulas para viver melhor[1]
- Pílulas para prolongar a juventude[1]
- Comer Bem, Sem Culpa - com Anonymus Gourmet e Carlos Henrique Iotti
- Viajando com Saúde
- Desembarcando o Diabetes
- Desembarcando o Sedentarismo [1]- com Claudio Nogueira de Castro
- Desembarcando a Hipertensão[1]
- Desembarcando o Colesterol com sua filha Fernanda Lucchese
- Dieta Mediterrânea - com Anonymus Gourmet
- Fatos e mitos sobre sua saúde - com Carlos Henrique Iotti
- Confissões e Convenções - 25 regras para o tempo de mudar
- Desembarcando a Tristeza
- Comunicação Médico Paciente - com Prof. Paulo Ledur
- Mais Fatos e Mitos sobre a sua Saúde - com Carlos Henrique Iotti
- Boa Viagem
- Condutas em Cardiologia - com Dr. Paulo Blacher e o Dr. Paulo Erneto Leães
- Tratamento Intensivo Pós-operatório
- Perspectives in Pediatric Cardiology